# Marcel Olczak (Lubasiński)
Prawnuk Mariana Lubasińskiego. Z rodu szlachty zagrodowej, szlachectwo rodzinie nadano w latach panowania Króla Zygmunt I Starego podczas rozdania ziemi w czasach przyłączenia Księstwa mazowieckiego.